# Matilda Lewis
Matilda Lewis est une supercentenaire guyanienne née le 16 mai 1896 et morte le 30 juin 2009.

## Biographie
Matilda Lewis est née le 16 mai 1896,,,,,. Elle est née à Charlestown, un quartier de Georgetown. 
Elle ne s’est jamais mariée et n’a pas d’enfant. 
Elle meurt le 30 juin 2009,. Elle est, à 113 ans, la doyenne des guyaniens,,.